# Youtuber
Een youtuber is iemand die video's maakt en uploadt of livestreamt op het videoplatform genaamd YouTube. In 2006 werd de term voor het eerst gebruikt in de Engelse taal.

## Geschiedenis
Op 14 februari 2005 werd het internetdomein "youtube.com" in gebruik genomen door Chad Hurley, Steve Chen en Jawed Karim. Karim maakte op 23 april 2005 PDT (24 april 2005 UTC) het eerste YouTube-kanaal aan, genaamd "Jawed". Op dezelfde dag uploadde hij ook de eerste YouTube-video; een korte vlog met de titel Me at the zoo.
In oktober 2005 introduceerde YouTube de mogelijkheid om te abonneren op YouTube-kanalen. Volgens The New York Times waren de meeste YouTube-video's voor 2006 gericht op bepaalde talenten, zoals backflip-stunts en lipsynchronisatie. In juni 2006 begonnen erkende Hollywood- en muziekindustriebedrijven formele zakelijke banden aan te knopen met YouTube-talent. De eerste waren de komedieblogger Brooke Brodack (door Carson Daly), zanger Justin Bieber (door Usher) en politiek satiricus Bassem Youssef (door een Egyptisch televisienetwerk).
In mei 2007 startte YouTube een "Partner Program", dit is een regeling voor het delen van advertentie-inkomsten waarmee youtubers geld kunnen verdienen met hun geüploade video's. In oktober 2015 waren er meer dan 17.000 YouTube-kanalen met meer dan 100.000 abonnees en bijna 1.500 met meer dan een miljoen. Dit aantal was in januari 2019 gegroeid tot bijna 44.000 kanalen met minstens 250.000 abonnees. In 2021 was de gemiddelde youtuber 26 jaar oud.

## Sociale invloed
Youtubers worden gezien als meer alledaags en authentiek dan reguliere beroemdheden, zoals Hollywood-acteurs. Dit verschil wordt toegekend aan de afwezigheid van een gecultiveerd imago, een meer openhartig gevoel voor humor, het gebrek aan een filter en het nemen van risico's. Zo weerhouden youtubers zich er niet van om de minder mooie kanten van hun leven te laten zien. Bij andere beroemdheden wordt dit gedrag afgeremd door pr-adviseurs.
Een belangrijke maatstaf van het succes van een youtuber is het aantal abonnees. De werkdruk loopt op naarmate dit aantal stijgt, maar het succes van YouTube overtreft de ondersteuning achter de schermen. Zo is er een aanhoudend gebrek aan transparantie vanuit YouTube, over de werking van het algoritme waarmee filmpjes worden aangeraden aan bezoekers van de website. Dit algoritme geeft onder andere de voorkeur aan youtubers die regelmatig uploaden en zich concentreren op een bepaald onderwerp, zoals computerspellen of make-up. Youtubers stressen dan ook over het algoritme, de noodzaak van regelmatige uploads en het voldoen aan de verwachting van kijkers. Deze spanning tussen youtubers en YouTube leidt er toe dat sommige hun eigen videoplatform beginnen.